# Michael Lang (ginnasta)
Michael Lang (3 novembre 1875 – Los Angeles, 2 marzo 1962) è stato un ginnasta e multiplista statunitense.

## Carriera
Lang partecipò ai Giochi olimpici di Saint Louis 1904 nelle gare di triathlon e ginnastica. Giunse tredicesimo nel concorso a squadre, ottantacinquesimo nel concorso generale individuale, ottantatreesimo nel triathlon e sessantottesimo nel concorso a tre eventi.